# Digital Bullet
Digital Bullet è il secondo album in studio da solista del rapper statunitense RZA, pubblicato nel 2001 sotto lo pseudonimo RZA as Bobby Digital.

## Tracce
1. Show You Love - 3:59
2. Can't Lose - 1:46 (feat. Beretta 9)
3. Glocko Pop - 4:53 (feat. Method Man, Masta Killa & Streetlife)
4. Must Be Bobby - 3:28
5. Brooklyn Babies - 3:51 (feat. The Force M.D.s & Masta Killa)
6. Domestic Violence Pt. 2 - 3:38 (con Big Gipp)
7. Do U - 4:03 (feat. Prodigal Sunn & GZA)
8. Fools - 3:18 (feat. Killa Sin & Solomon Childs)
9. La Rhumba - 4:21 (feat. Ndira, Method Man, Killa Sin & Beretta 9)
10. Black Widow Pt. 2 - 2:54 (interpretato da Ol' Dirty Bastard)
11. Shady - 4:09 (feat. Intrigue & Beretta 9)
12. Break Bread - 3:12 (feat. Jamie Sommers)
13. Bong Bong - 4:11 (con Beretta 9 & Madame Cez)
14. Throw Your Flag Up - 5:19 (feat. Crisis & Monk)
15. Be A Man - 3:23
16. Righteous Way - 5:22 (con Junior Reid)
17. Build Strong - 4:34 (con Tekitha)
18. Sickness - 4:59
19. Odyssey (Bonus Track)
20. Cousins (Bonus Track) - 3:24 (con Cilvaringz & Doc Gyneco)